# 釋智光
釋智光（1923年12月21日—2019年11月8日），曾被誤譯爲釋智廣，越南大乘佛教僧侣，以1963年佛教徒危机期间南越佛教徒领袖而著称。 
他劝告信徒们仿效圣雄甘地的榜样，广泛进行反对吴廷琰政府尊崇天主教、歧视佛教政策（归因于吴廷琰的胞兄、顺化教区总主教吴廷俶的影响）的示威。吴廷琰对示威经常使用暴力镇压，导致平民的普遍惊恐不安，并导致1963年11月的军事政变，吴氏家族失去政权。

## 生平
釋智光早年前往锡兰，进修佛教。回国后，他参与了寻求越南独立的反法活动。
1963年5月8日是佛诞日，顺化的佛教徒准备在庆祝时悬挂佛教旗帜，政府引用禁止展示宗教旗帜的条款所禁止。但是数月前庆祝吴廷俶担任顺化教区总主教5周年举行的天主教仪式却违背了这一条款。佛教徒藐视禁令并举行示威，聚集在电台，准备听釋智光每日的演讲，当局取消了演讲，并向群众开火，杀死9人。 
5月10日，佛教徒进行要求宗教平等、抚恤受害者、惩罚凶手和悬挂佛教旗帜的权利的示威。釋智光请求示威者不要让越共利用不安的局面，忠告采取和平抵抗的策略。6月11日释广德自焚后，危机加深，他前往首都西贡谈判，进一步抗议。在8月21日吴廷瑈的秘密警察查抄舍利寺之前，他就前往美國駐西貢大使館寻求保护，得到美国大使小亨利·卡波特·洛奇的保护，拒绝在查抄舍利寺之后将他交给吴廷瑈。在顺化，30人在试图保护寺院时丧生。
1963年11月1日吴廷琰和吴廷瑈倒台以后，据说军事集团希望釋智光参加新内阁，但是美国国务院劝告反对这样做。
1964年，阮庆将军发动政变，推翻杨文明集团，处死杨文明的保镖，杀害吴廷琰、吴廷瑈兄弟的凶手阮文戎。这引起谣言，前挺琰派政客们将恢复权力，促使釋智光取消到印度朝圣的计划，组织更多的示威。1964年末，阮庆收回将其拘禁在大叻的决定。
1965年，当反吴廷琰的越南中部的指挥官阮正诗将军被总理阮高祺免职时，再次发动示威。这时阮高祺逮捕了釋智光，将他软禁在西贡。越共攻占西贡以后，釋智光再度遭到软禁，不久后获释。此后他潜心佛学研究，直至逝世。